# Grian Patera
La Grian Patera è una struttura geologica della superficie di Io.